# Jelen Ádám
Jelen Ádám (1994) magyar fényképész.

## Élete és munkássága
A fényképészettel a filmrendezés iránti érdeklődésének hatására kezdett el foglalkozni, amit kezdetben autodidakta módon sajátított el, majd fényképészeti tanulmányait 2020-ban fejezte be Budapesten.
Előszeretettel dolgozik együtt független művészeti magazinokkal, ahol a kreatív szabadsága biztosított. Főként portré-, illetve divatfényképészettel foglalkozik, ahol rá jellemzően használ külső helyszíneket, illetve napfényt. Munkáit erőteljesen inspirálják a szokatlan fények és árnyékok.
Kis kora óta dadog, ami ellen a fotózás és a fotóalannyal való kommunikáció a fegyvere. Első nagy önálló projektjét is ennek szenteli "My pictures speak, because I can't" címmel.

## Publikációk
- Magazine, Cake: Last dreams | cake-mag.com (angol nyelven). www.cake-mag.com. (Hozzáférés: 2023. szeptember 26.)
- Magazine, Cake: Showed me | cake-mag.com (angol nyelven). www.cake-mag.com. (Hozzáférés: 2023. szeptember 26.)
- BOY (Lewis Magazine). MODELS.com. (Hozzáférés: 2023. szeptember 26.)
- Postolache, Mira: THE LEAP INTO THE FUTURE (angol nyelven). 33 MAGAZINE, 2023. szeptember 24. (Hozzáférés: 2023. szeptember 26.)
- Negrín, Alexis: SPIRITED (angol nyelven). thepinkprince, 2021. augusztus 24. (Hozzáférés: 2023. szeptember 26.)
- Sight Management. Sight Management. (Hozzáférés: 2023. szeptember 26.)